# Ideoblothrus costaricensis
Ideoblothrus costaricensis es una especie de arácnido del orden Pseudoscorpionida de la familia Syarinidae.

## Distribución geográfica
Se encuentra en Costa Rica y en Ecuador.